# Ратиборка Ћерамилац
Ратиборка Дуда Ћерамилац (Брезићи, 21. јул 1947 — Београд, 7. април 2016) била је српска ТВ редитељка, помоћница режије и монтажерка.

## Биографија
Дипломирала је на Академији за позориште, филм, радио и телевизију. Радни век провела је у Радио-телевизији Србије, од 1974. до 2005. године као монтажер, помоћник редитеља и редитељ.
Монтажер је већег броја документарних и кратких играних филмова. Као помоћник режије потписала је, поред осталих, серије Вук Караџић и Војна академија, као и филмове Балкан експрес, Дезертер, Јанез, Зона Замфирова, Ивкова слава...
Из њеног редитељског стваралачког опуса издвајају се филмска и телевизијска остварења Провалник, Иван, Виртуелна стварност и Тридесетдва квадрата.
Дуго година режирала је документарну телевизијску серију Време је за бебе.
Била је у браку с глумцем Предрагом Ћерамилцом. Имали су две ћерке: Богдану и Драгану.

## Филмографија

### Редитељка
- 1995: Провалник
- 1996: Иван
- 2001: Виртуелна стварност
- 2002: Тридесетдва квадрата
- 2004: Карађорђе и позориште (ТВ серија)
- 2012: Капут мртвог човека

### Помоћница режије
- 1982: Зелени кабаре
- 1982: Сабињанке
- 1982: Микеланђело
- 1983: Карађорђева смрт
- 1985: Наш учитељ четвртог разреда
- 1985: Црвена барака
- 1987: Тесна кожа 2
- 1987: Последња прича
- 1987—1988: Вук Караџић (ТВ серија)
- 1988: Медени месец
- 1988: Дом Бергманових
- 1988: Тесна кожа 3
- 1989: Балкан експрес 2
- 1989: Атоски вртови — преображење
- 1989: Балкан експрес 2 (ТВ серија)
- 1989: Хепиенд
- 1990: Свето место
- 1990: Виолински кључ
- 1991: Боје слепила
- 1992: Дезертер
- 1992: Злостављање
- 1992: Јуриш на скупштину
- 1992: Девојка са лампом
- 1993: Горила се купа у подне
- 1993: Пун месец над Београдом
- 1993: Гњурац
- 1994: Голи живот (ТВ серија)
- 1994: Дневник увреда 1993
- 1994: Вуковар, једна прича
- 1999: Петер Кукац Надјапати иде у рај
- 2002: Зона Замфирова
- 2002: Акција Тигар
- 2002: Држава мртвих
- 2003: Сироти мали хрчки 2010
- 2004: Пљачка Трећег рајха
- 2005: Ивкова слава
- 2006: Синовци
- 2007: С. О. С. — Спасите наше душе
- 2009: Заувијек млад (ТВ серија)
- 2010: Ма није он такав
- 2012—2014: Војна академија (ТВ серија)
- 2013: Мамарош
- 2013: Војна академија 2